# مولي رينجوالد
مولي رينجوالد (بالإنجليزية: Molly Ringwald) (و. 1968  م) هي ممثلة تلفزيونية، وممثلة أفلام، ومغنية، وروائية، وكاتِبة، وراقصة، وممثلة مسرحية أمريكية، ولدت في روزفيل، كاليفورنيا.

## التعليم
تعلمت في Lycée Français de Los Angeles ‏.

## جوائز
حصلت على جوائز منها:
- جائزة المسرح العالمي (1987).[8]

## وصلات خارجية
- مولي رينجوالد على موقع IMDb (الإنجليزية)
- مولي رينجوالد على موقع ميتاكريتيك (الإنجليزية)
- مولي رينجوالد على موقع روتن توميتوز (الإنجليزية)
- مولي رينجوالد على موقع ألو سيني (الفرنسية)
- مولي رينجوالد على موقع ميوزك برينز (الإنجليزية)
- مولي رينجوالد على موقع تيرنر كلاسيك موفيز (الإنجليزية)
- مولي رينجوالد على موقع أول موفي (الإنجليزية)
- مولي رينجوالد على موقع قاعدة بيانات برودواي على الإنترنت (الإنجليزية)
- مولي رينجوالد على موقع قاعدة بيانات الأفلام السويدية (السويدية)
- مولي رينجوالد على موقع إن إن دي بي (الإنجليزية)